# Buell 1125R
La Buell 1125R è una motocicletta prodotta dalla casa motociclistica statunitense Buell dal 2007 all'ottobre 2009.

## Descrizione
La moto è alimentata da un inedito propulsore bicilindrico a V di 72° dalla cilindrata totale di 1124,9 cm³ chiamato Rotax Helicon  (che veniva prodotto in Austria con l'assemblaggio finale avviene in Wisconsin), raffreddato a liquido e dalla potenza di 146 CV (109 kW) con il limitatore fissato a 10.500 giri/minuto.

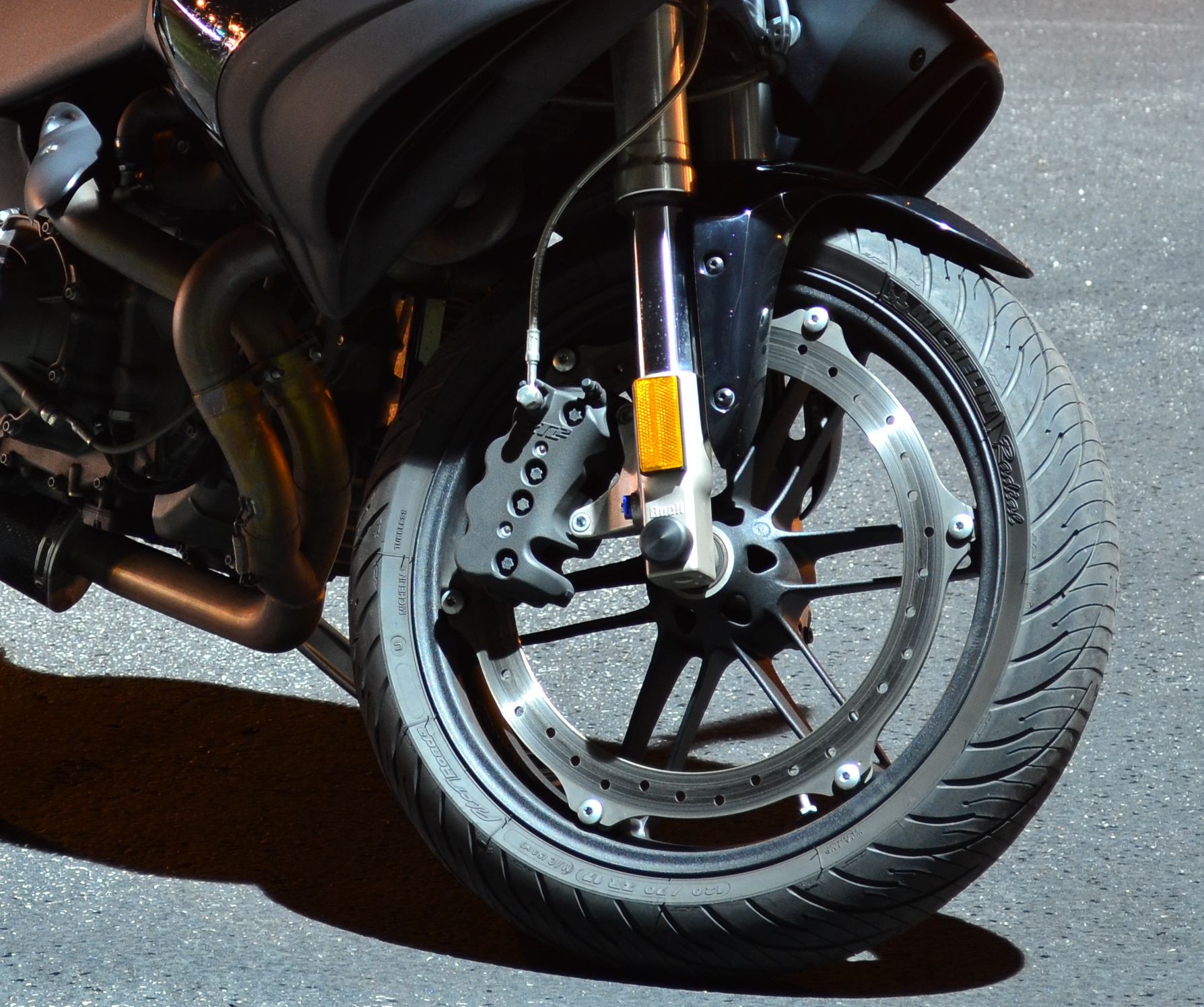
Dettaglio del singolo disco freno anteriore; notare la pinza montata sul cerchione

L'architettura con angolo tra le bancate di 72° del motore Helicon differisce dai precedenti bicilindrici a V della Buell, che erano derivati dai motori montati sulla Harley-Davidson Sportster, ovvero motori V2 da 45° raffreddati ad aria modificati per avere ed erogare maggiore potenza.
La 1125R, oltre al motore, differisce rispetto alle altre moto per una serie di accessori e soluzioni tecniche insolite. All'interno del telaio, per esempio, è ricavato il serbatoio del carburante. Il freno anteriore, che è singolo con pinza a otto pistoncini (chiamato ZTL2), ha un solo disco invertito da 375 mm che è fissato direttamente al cerchione della ruota anteriore. Ciò ha consentito ai tecnici della Buell di progettare un avantreno più leggero e reattivo rispetto ad uno più tradizionale. La moto utilizza anche uno scarico che passa sotto al motore. Il telaio, l'avantreno e lo scarico contribuiscono a centralizzare le masse e di conseguenza migliorare la dinamica di guida. Invece di una classica catena di trasmissione finale, la 1125R utilizza una cinghia dentata, che non necessitano né di lubrificazione né di regolazioni. Gli pneumatici misurano all'avantreno 120/70ZR-17, mentre al retrotreno 180/55ZR-17.
La moto è stata presentata nel luglio 2007 con la produzione che è cessata nell'ottobre 2009. Dalla moto ad inizio 2009 è stata creata la 1125 CR, una naked che ne riprende alcune caratteristiche e specifiche tecniche, ma che sono state oggetto di pesanti evoluzioni e miglioramenti. Successivamente le stesse modifiche sono state introdotte anche sulla 1125R.
Nel novembre 2009 il proprietario Erik Buell ha fondato la Erik Buell Racing, che inizialmente ha riavviato una piccola produzione della versioni da gara della 1125R.